# Okapi Wildlife Reserve

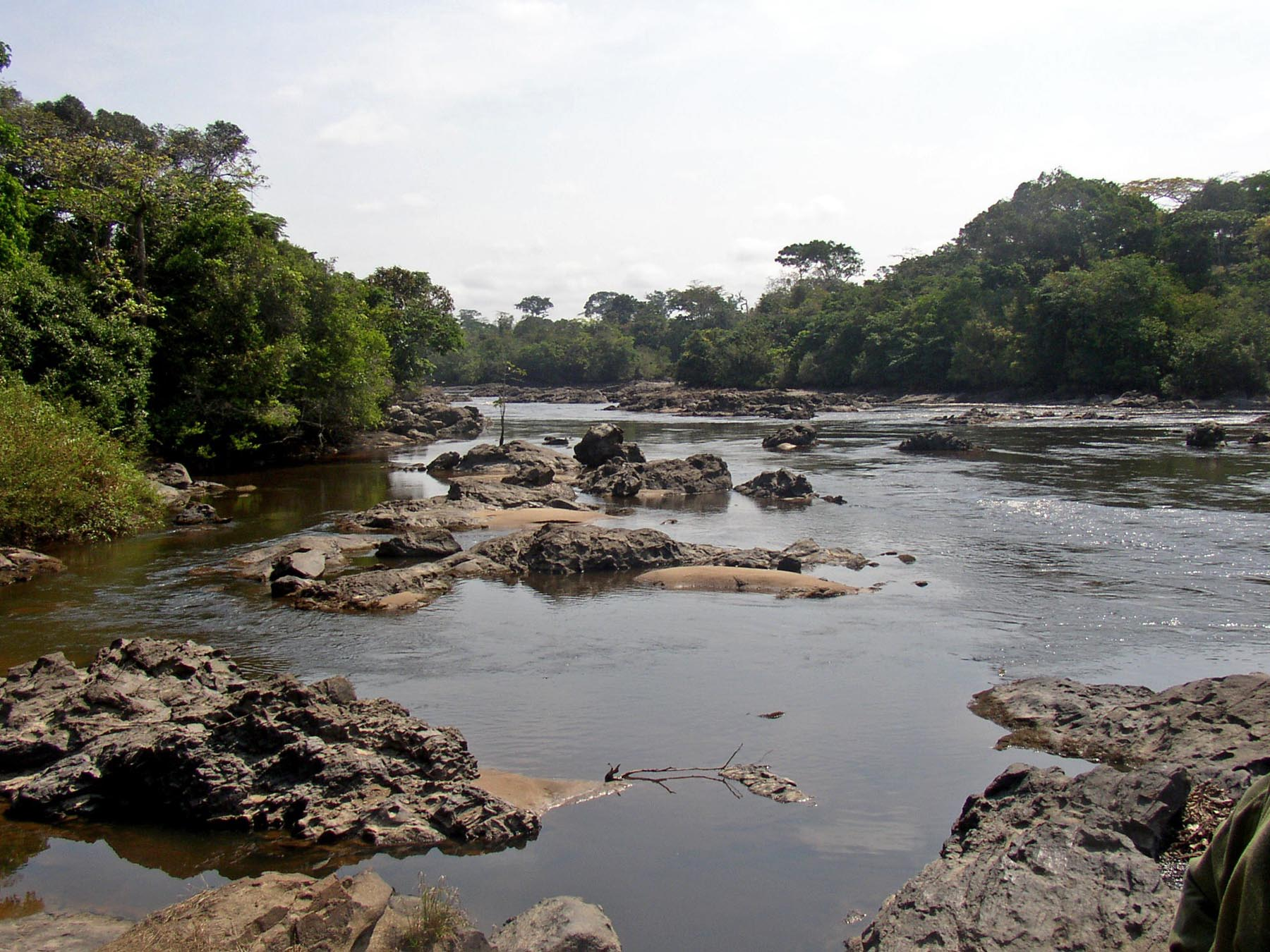
Epulu river in the Okapi Fauna Reserve

Okapi Wildlife Reserve este un teren din Pădurea Ituri ( Ituri Forest ) ce face parte din Patrimoniul Mondial, situat în nord-estul Republicii Democrate Congo, în apropierea granițelor cu Sudan și Uganda. Cu aproximativ 14,000 km², acesta acoperă în jur de o cincime din suprafața pădurii.

## Istoric
Okapi Wildlife Reserve a fost adaugat pe lista Patrimoniului Mondial de zone în pericol în anul 1997. Principalele amenințări ale rezervaței sunt defrișările, cauzate, în primul rând de distrugerea terenurilor forestiere pentru a face loc agriculturii și de vânatoarea care se face cu scopul vânzării de bush meat. Aurul a fost, de asemenea, o problemă. În anul 2005, lupta din partea de est a țării s-a deplasat către limitele Rezervației, acest lucru forțând personalul său să fugă sau să fie evacuat. În timp ce nativii Mbuti și poporul Bantu respectă pădurea și fauna ei sălbatică, imigranții din această zonă nu simt aceeasi legătură cu teritoriul. Lipsa de fonduri datorată condițiilor politice și economice slabe ale Republicii Democrate Congo a fost, de asemenea, problematică. Se speră că eco-turismul din zonă poate fi dezvoltat, ceea ce ar duce la creșterea de fonduri și la îmbunătățirea opiniei publice.

## Conservarea
Așa cum se obervă încă din nume, revervația este casa multor exemplare de okapi. În anul 1996, numărul lor a fost estimat la 3900-6350, dintr-un total pe Glob de circa 10,000–20,000. De asemenea, este și locația Centrului de Cercetare si Conservare Epulu, situat pe Epulu River. Această facilitate datează din 1928, când tabara a fost întemeiată de antropologul american Patrick Putnam, aici fiind capturate exemplarele de okapi și fiind apoi trimise către grădinile zoologice din America și Europa. Aceasta mai funcționează și astăzi, dar având o metodologie modificată. Exemplarele de okapi sunt capturate, crescute în captivitate și apoi puii acestora sunt trimiși la grădinile zoologice, căci s-a constatat că acestea au o șansă mai mică de supraviețuire. Chiar și așa, foarte puține exemplare sunt acum exportate — numai numărul necesar pentru a asigura existența populaței captive. Centrul coordonează, de asemenea, cercetări mult mai importante.
În plus față de okapi, rezervația este casa mai multor animale interesante sau în pericol, cum ar fi, spre exemplu, elefantul de pădure (forest elephant) și cel puțin 13 specii de primate antopoid. Nomazii Mbuti și indigenii Bantu trăiesc, de asemenea, în rezervație.